# Fritz Borstell
Johannes Hermann Friedrich Borstell (meist Fritz Borstell;  * 27. Mai 1843 in Berlin; † 2. Februar 1896) war ein deutscher Buchhändler und Bibliothekar. Fritz Borstells Lesezirkel war die größte Leihbibliothek in Deutschland in ihrer Zeit.

## Leben
Fritz Borstell lernte Buchhändler in der Gropius'schen Buch- und Kunsthandlung in Berlin. Danach arbeitete er als Gehilfe bei Victor von Zabern in Mainz, Friedrich Klincksieck in Paris und Wilhelm Webel in Berlin. 1857 gründete er mit anderen den "Krebs" Verein jüngerer Buchhändler.
1863 kaufte Borstell mit seinem Freund Friedrich Wreden die traditionsreiche Nicolaische Sortimentsbuchhandlung von Maximilian Jagielski in der Brüderstraße 13 in Berlin. Im folgenden Jahr gründeten sie dort eine Leihbibliothek nach dem Vorbild von Charles Edward Mudie. Von 1866 bis 1868 gab es eine Filiale der Buchhandlung in Wriezen.
Nach dem Ausscheiden von Friedrich Wreden führte Fritz Birstell das Unternehmen seit 1869 alleine und nahm 1872 seinen Neffen Hans Reimarus als Teilhaber auf. Dieser war vor allem für den Buchhandlungsbereich zuständig, während sich Borstell um den Leihverkehr kümmerte. 1883 eröffneten sie eine Filiale in der Potsdamer Straße 123a. 1892 wurde ein neues Gebäude in der Dorotheenstraße 75 eröffnet, das ganz nach ihren Vorstellungen gebaut worden war. Im Erdgeschoss konnten Bücher ausgetauscht werden, in der ersten und zweiten Etage waren Bücher und Zeitschriften mit Sitzmöglichkeiten ausgelegt, in der dritten und vierten Etage waren die Verwaltungsr- und Lagerräume.
Fritz Borstells Lesezirkel hatte 1898 über 300.000 Bände und 107 wissenschaftliche und belletristische Zeitschriften im Angebot. Zu den Nutzern gehörten Wissenschaftler und bekannte Persönlichkeiten wie Otto von Bismarck und Theodor Mommsen.
Nach dem Tod 1896 führte Hans Reimarus das Geschäft alleine weiter. 1901 wurde der Sohn Reinhold Borstell (1874–1946) neuer Eigentümer. Er vergrößerte das Leihsortiment in den folgenden Jahren auf über 600.000 Titel.